# Himalayacetus
Himalayacetus là một chi tuyệt chủng thuộc một nhóm gọi là Archaeoceti (cá voi cổ). Himalayacetus có lẽ vẫn có 4 chân và có thể vẫn đi lại trên đất liền. Tuy nhiên, nó có thể săn bắt con mồi tại các vùng nước nông tương tự như cá sấu ngày nay. Các hóa thạch của sinh vật này được tìm thấy tại khu vực dãy núi Himalayas, vì thế mà có danh pháp này. Himalayacetus sinh sống trong khu vực bờ biển của biển Tethys cổ đại trước khi mảng Ấn Độ va chạm với mảng Cimmeria.